# 卡缅内河
卡缅内河（俄语：Река Каменный）是滨海边疆区波扎尔斯基区的河流，源起陡峭山西坡，经源山和石头山，注入泽瓦河，长28公里。流域内多云杉和桦树针叶林。

## 引用
1. ↑  А·П·穆拉诺夫. . 列宁格勒: 气象出版社. 1966 （俄语）.
2. ↑  . 列宁格勒: 气象出版社 （俄语）.
3. ↑  Т·А·基谢尔科瓦娅. . 列宁格勒: 气象出版社. 1977 （俄语）.
4. ↑  . Verumwiki.   [2023-12-09]. （原始内容存档于2023-12-09） （俄语）.